# Pierre Phalèse
Pierre Phalèse auch Pierre van der Phaliesen, latinisiert Petrus Phalesius (* um 1510 wahrscheinlich in Löwen; † 1573 ebenda), war ein flämischer Musikverleger und Kupferstecher. Er lebte im zeitlichen Übergang zwischen den Burgundischen Niederlanden und den Spanischen Niederlanden. Unter anderem gab er zahlreiche Werke für die Laute heraus.

## Leben
Der Sohn des Brauers Augustin van der Phaliesen gründete 1541 in Löwen eine Universitätsbuchhandlung. 1552 erhielt er das Privileg, Noten zu drucken, dies war die Geburtsstunde des Musikverlags. Ab 1572 arbeitete er mit Jean Bellère (auch Jan Bellerus) in Antwerpen zusammen und gab vornehmlich Messen, Motetten und Magnificate sowie französische, niederländische und italienische Lieder heraus. Er stellte dabei Stücke u. a. von Cyprian de Rore, Orlando di Lasso und Clemens non Papa zusammen. Zudem gab er in Löwen Selectissima […] In Guiterna Ludenda Carmina ein Buch zum Erlernen des Spiels der vierchörigen Gitarre für Amateure heraus sowie die Sammlung Hortus Cytharae für Cister. Seine Sammlungen enthalten auch Stücke anonymer Komponisten.
Sein Sohn, Pierre Phalèse der Jüngere (um 1545–1629), verlegte das Geschäft 1581 nach Antwerpen, und Madeleine Phalèse (1586–1652), die Tochter von Phalèse dem Jüngeren, leitete das Geschäft bis zu ihrem Tod 1669.

## Werkausgaben
- Hortus Musarum (1552)
- Luculentum Theatrum musicum (Löwen, 1568) in französischer Tabulatur[1]
- Selectissima elegantissimaque, Gallica, Italica et latina in Guiterna ludenda Carmina (Löwen, 1570)
- mit Jean Bellère: Hortulus Cytharae (1570)[2][3]
- Löwener Tanzbuch des Pierre Phalese (1571)
- Antwerpener Tanzbuch (Chorearum Molliorum Collectanea, 1583)